# Hypena raiedi
Hypena raiedi là một loài bướm đêm trong họ Erebidae.